# Reneilwe Letsholonyane
Reneilwe Letsholonyane (Soweto, Dél-afrikai Köztársaság, 1982. június 9.) dél-afrikai labdarúgó, aki jelenleg a Kaizer Chiefsben játszik középpályásként.

## Pályafutása
Letsholonyane több alacsonyabb osztályú dél-afrikai klubban is megfordult, mielőtt 2006-ban aláírt volna a Jomo Cosmoshoz. Itt két év alatt 52 meccsen lépett pályára és hat gólt szerzett. 2008-ban a Kaizer Chiefshez igazolt.

## Válogatott
Letsholonyane 2008 óta tagja a dél-afrikai válogatottnak. Első gólját 2010. május 31-én, Guatemala ellen szerezte. Részt vett a 2010-es világbajnokságon, ahol két meccsen lépett pályára.

## Külső hivatkozások
- Pályafutása statisztikái

## Fordítás
- Ez a szócikk részben vagy egészben  a   Reneilwe Letsholonyane című angol Wikipédia-szócikk fordításán alapul.  Az eredeti cikk szerkesztőit annak laptörténete sorolja fel. Ez a jelzés csupán a megfogalmazás eredetét és a szerzői jogokat jelzi, nem szolgál a cikkben szereplő információk forrásmegjelöléseként.